# Министерство на земеделието и държавните имоти на България
Министерството на земеделието и държавните имоти (МЗДИ) е държавна институция в България с ранг на министерство, съществувала в периода от 1911 до 1947 година, с прекъсване през 1934-1935 г.

## История
Министерството на земеделието и държавните имоти (МЗДИ) е създадено с изменение на конституцията от 11 юли 1911 г. с основни направления: Селско стопанствено, Ветеринарно дело, Гори, Лов и риболов, Води, Държавни имоти, като всяко от тях има своя структура. Дотогава функциите по регулиране и управление на селското стопанство са изпълнявани от съответните структурни звена на Министерството на финансите (1879-1882; 1884-1893), Министерството на обществените сгради, земеделието и търговията (1883-1884) и Министерството на търговията и земеделието (1893-1912). МТЗ се разделя на Министерство на търговията, промишлеността и труда и МЗДИ. Те отново се сливат в Министерството на народното стопанство (1934-1935, с изменение на конституцията от 19 май 1934 г.), а през 1935 г. възстановяват самостоятелността си (с Указ № 470 от 23 ноември 1935 г.).

### Структурни промени
Към 1943 г. МЗДИ има следната структура: Централно управление, Дирекция на земеделието, скотовъдството и земеделското образование, Санитарно-ветеринара дирекция, Дирекция за земята, Дирекция за водите и ДГЛ. При МЗДИ функционират самостоятелно: Строително бюро, Ликвидационно бюро за ТЗС, Служба за връзка с Дирекцията за гражданска мобилизация и Стопанско отделение.
На основание член 17, т. 3 и на член 40 от Конституцията на Народна република България от 4 декември 1947 г. МЗДИ се закрива и се създава Министерство на земеделието и горите.

## Структура
- Централно управление
  - Кабинет на министъра
  - Бюджетно-контролен отдел
- Специализирана администрация
  - Дирекция на земеделието, скотовъдството и земеделското образование
  - Санитарно-ветеринара дирекция,
  - Дирекция за земята
  - Дирекция за водите и ДГЛ
- Обща администрация
  - Институт за земеделско-стопански проучвания
  - Българо-немски институт за земеделски изследвания
  - Институт за защита на растенията
  - Институт за серуми и ваксини в с. Връбница, Софийско
  - Централен ветеринарно-бактериологичен институт
  - Институт за болести с неизвестна етимология и недоимъчни заболявания по домашните животни
  - Отделение за водите